# Tang Soo Do
Tang Soo Do (McCune-Reischauer: tangsudo, hangul: 당수도; hanja: 唐手道) er en koreansk kampsport i stil med Taekwondo og karate.

## Historie
I 1909 blev Korea besat af Japan, og det blev forbudt at udøve Koreanske kampsportsformer, kun de japanske var tilladt.[kilde mangler]
Efter 2. verdenskrigs afslutning begyndte man at genskabe de traditionelle skoler, og efter Koreakrigen (1955) blev de samlet, først under navnet Tang Soo Do, senere blev navnet ændret til taekwondo.[kilde mangler]
Tang Soo udtales Tan Suu.
Den moderne Taekwondo er en sportsdisciplin. Denne udvikling har resulteret i, at den moderne Taekwondo har bevæget sig så langt væk fra de oprindelige traditioner, hvorfor organisationen Tang Soo Do blev stiftet med henblik på at fastholde de oprindelige koreanske kamptraditioner.